# Alí Paixà de Janina
Alí Paixà de Janina (conegut també com a Alí Tepeleni, i el Lleó de Janina) (Tepelenë, ara Albània, 1740 - Ioànnina, ara Grècia, 5 de febrer de 1822), fou un alt dignatari turc otomà, governador de la regió grega de l'Epir. Intentà fer-se sobirà independent a la zona que tenia sota el seu control.

## Origen
Alí va néixer en una poderosa família turca al sud d'Albània. La versió de que descendien d'un dervix emigrat des de Kütahya (Anatòlia occidental) no està demostrada. El seu avi i el seu pare tingueren importants càrrecs de l'Imperi Otomà a Tepelenë, al nord de l'Epir (en territori actualment albanès). El seu pare va morir sent Alí un infant i aquest va ser criat per la seva mare, que era de la regió de Konitza, on una guerra constant es desenvolupava entre dos caps locals rivals. La mare fou capturada i violada precisament en el curs d'aquest enfrontament entre clans.
Cap al 1764 o 1770, segons les fonts, es casà amb la filla del paixà de Delvinë, que li donà dos fills.
Sembla que va ser el capitost d'una banda de partisans, amb la que hauria fet diverses operacions armades, i també hauria participat en conflictes entre senyors locals, i també entre un d'aquests i els suliotes, la minoria albanesa cristiana de l'Epir, el 1772.
Cap al 1775, fou capturat pel paixà de Berat, Kurt Paixà, però es posà al seu servei i el 1776 li donà la victòria en un conflicte amb el paixà de Shkodër. Després tornà a la vida de bandoler, i va exercir temporalment de recaptador d'impostos, mantenint contactes, tant amb els martolos cristians com amb els mercenaris musulmans, de manera que es va fer realment ric. Alhora, tenia l'habilitat de mantenir la conflictivitat permanent a la regió per tal de desacreditar el governador local i oferir els seus serveis a les autoritats imperials. Fins i tot va fer amistat amb les colònies costaneres de la República de Venècia, que li van procurar la recomanació del bailo venecià a Istanbul, i el 1784 fou nomenat paixà. El primer que va fer per aprofitar la seva nova posició de poder fou venjar la seva mare massacrant la població de Khormovo. Aquest mateix any fou nomenat governador de Delvinë i tot seguit de Ioànnina, però en fou deposat de seguida per les protestes de la població, i hagué de ser expulsat precisament per Kurt Paixà.

## Governador otomà semi-independent

La regió de l'Epir, escenari de les activitats d'Alí Paixà.

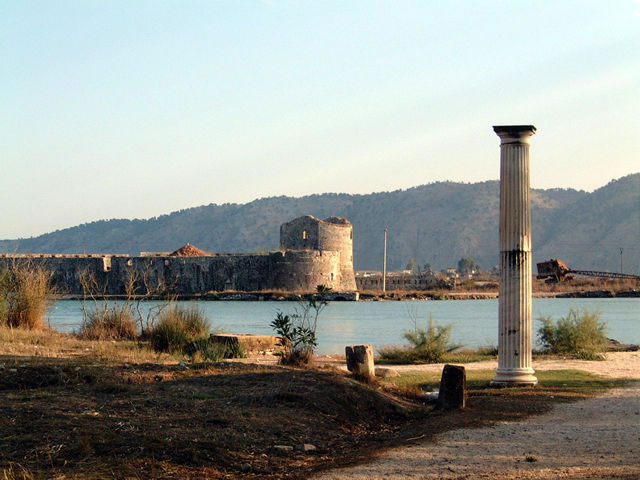
Fortificacions construïdes per Alí Paixà a Butrot, al sud d'Albània.

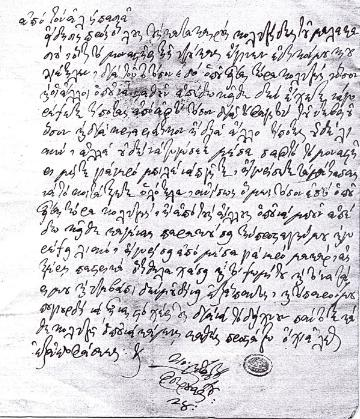
Un decret d'Alí Paixà del 1810, escrit en grec. Alí emprava el grec en tots els seus actes de govern.

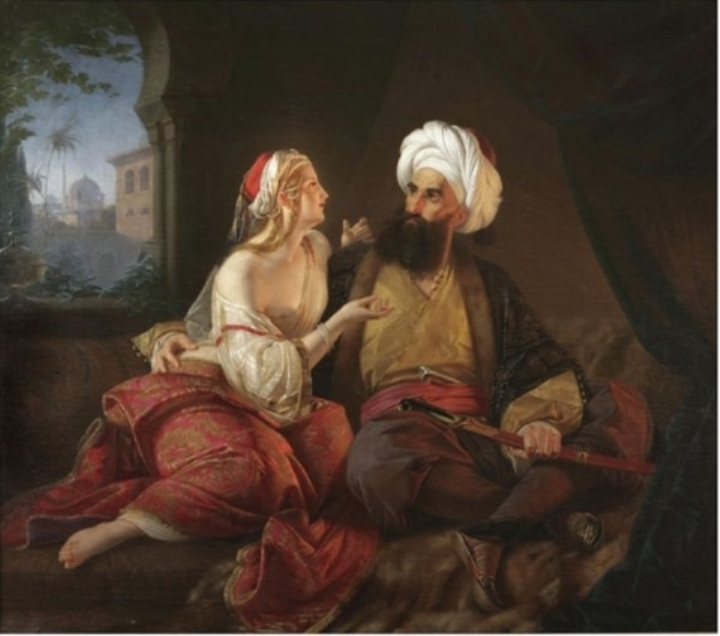
Alí Paixà i la seva esposa principal, Kyra Vassiliki, cristiana grega.

Tanmateix, la Sublim Porta el devia necessitar, perquè el 1786 fou nomenat governador de Trícala, i el 1787 s'apoderà definitivament de Ioànnina, a la mort de Kurt Paixà. Aquest estat sobirà de facto fou reconegut pel soldà al final d'aquest any. Per tal d'acréixer i centralitzar el seu poder, Alí s'enfrontà progressivament als diversos poders locals de la regió, tant si eren grups ètnics autònoms com cabdills feudals, tan cristians com musulmans. En la Guerra austro-turca (1788–1791), simultània a la Guerra russo-turca (1787-1792), serví fidelment el soldà. Després de la guerra, el 1792 i el 1793, envià dues expedicions militars contra els suliotes, una confederació armada de clans epirotes cristians ortodoxes que havien estat aliats dels austríacs, però totes dues van fracassar. Aleshores atacà i conquerí Arta el 1796, i Himarë el 1798.
El 1792, després de la pau amb Àustria, va ser encarregat d'impedir als albanesos de passar a Rumèlia, on havien estat utilitzats fins aleshores per reprimir els bandolers i, en lloc de millorar la situació, havien augmentat el bandidatge i el conflicte a la zona.
En 1797-1798 participà, integrat a les forces otomanes, en la frustrada repressió de la revolta d'Osman Pazvantoğlu, a Rumèlia.
El 1797 el tractat de Campo Formio va transferir les illes Jòniques i els enclavaments costaners de Préveza, Parga, Vonitza i Butrot, que havien pertangut a l'extinta República de Venècia, a la sobirania del Primer Imperi Francès. Alí Paixà va enviar el 1799 tropes per ajudar els otomans i els russos a conquerir Corfú, i va aprofitar per ocupar Butrot i obtenir alguns triomfs sobre els francesos que li van permetre seguidament entrar a Préveza i Vonitza. Per l'acord signat el 1802, els quatre districtes foren incorporats al sandjak de Janina.
Amb la represa de la guerra contra els suliotes el 1803, Alí Paixà va ocupar el territori i va exterminar els supervivents.
El 1807, pel Tractat de Tilsit, l'estat autònom de les Set Illes (Heftanesos) constituït el 1800 sota protectorat de Rússia i de l'Imperi Otomà, fou lliurat a França; però els francesos planejaven recuperar també els quatre districtes de Butrot, Préveza, Vonitza i Parga, que havien perdut al mateix temps que les illes. Parga fou la primera a ser ocupada, i es va iniciar la revolta dels grecs de Trícala que el fill d'Alí, Mukhtar, va poder reprimir. Entre 1808 i 1809, Alí va concertar aliances matrimonials amb el mutasarrif d'Awlonya, tres filles del qual es van casar amb dos fills i un nebot d'Alí. El 1810, Alí va provocar una revolta a Awlonya i, amb l'excusa d'anar en ajut del seu consogre, es va apoderar del sandjak; el sultà Mehmet II es va veure en l'obligació de nomenar a Mukhtar, fill d'Alí, com a nou governador d'Awlonya. El 1811 Alí es va apoderar del govern de Gjirokastër i va envair el país dels ghegs albanesos, tot amb el disgust de la Porta. A Albània, Alí va derrotar els ghegs i va poder ocupar les fortaleses de Tirana i Peklinje, i els sandjaks d'Okhri i Elbasan, que va afegir als seus dominis.
Davant l'amenaça que suposava l'oposició a la seva política per part de la Porta, es va voler fer perdonar i quan el 1809 es va reprendre la guerra contra Rússia, va enviar molts soldats a les ordes dels seus fills Mukhtar i Weli a lluitar pel sultà. També va ajudar els britànics a ocupar les illes Jòniques, entre 1809 i 1814, durant la Campanya de l'Adriàtic (1807-1814). El 1819 Alí es va apoderar de Parga.
El sultà Mahmut II, entronitzat el 1808, emprengué una política de centralització del poder retallant l'autonomia dels governadors locals, que havien augmentat el seu poder mercès als conflictes que agitaven l'Imperi Otomà al final del segle xviii i principis del XIX. Concretament, entre 1812 i 1819, aprofità l'escàndol de la massacre perpetrada per Alí Paixà contra la població musulmana de la ciutat de Gardiki (al sud de l'Albània actual) per degradar el seu fill Weli traslladant-lo d'una província a una altra fins a pràcticament anul·lar-lo.

## Relacions amb els occidentals

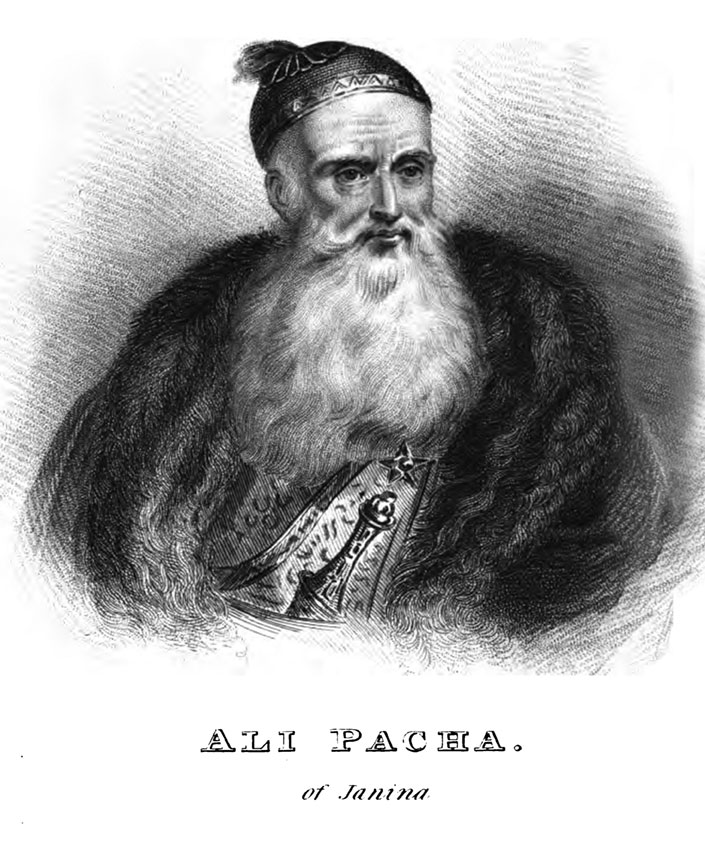
Alí Paixà de Janina

Alí Paixà esdevingué un interlocutor per a les potències europees, que hi veien un aliat potencial en el cas que s'esdevingués la caiguda de l'Imperi Otomà, que tothom s'imaginava ben propera. Napoleó nomenà un cònsol i els britànics un militar per assessorar l'exèrcit del paixà, però que tenia també la missió d'informar sobre les fortaleses otomanes. Ambdós personatges han deixat descripcions detallades de la regió i del govern d'Alí Paixà.
La descripció més cèlebre d'Alí Paixà és la carta que Lord Byron envià a la seva mare el 12 de novembre de 1809. Acabava de ser rebut pel paixà de Janina amb tot el respecte i consideració possibles, prova de les ganes que tenia aquest de reconciliar-se amb Occident, i Lord Byron no va estalviar elogis cap al seu amfitrió. També en fa una descripció detallada: «Alí Paixà mesurava entorn d'un metre seixanta-cinc, estava grassonet, però no excessivament. Tenia la cara rodona i els ulls blaus».

## Governant independent

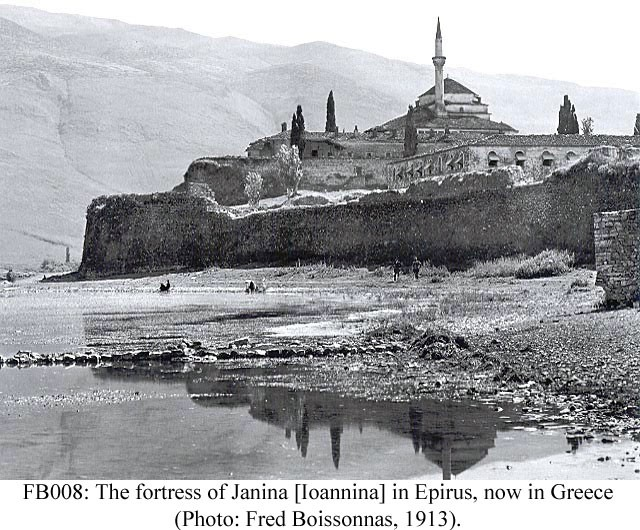
La fortalesa de Janina en una imatge de 1913.

Aleshores, veient-se assetjat en els seus dominis, Alí Paixà, què encara es creia prou fort, i amb el suport d'Occident per afermar la seva independència respecte de la Sublim Porta, intenta fer matar el seu enemic Ismael Bei el febrer del 1820, però fracassa i els seus homes confessen sota tortura i el delaten. Aleshores el sultà l'obliga a traslladar-se a Istambul. Com que estava clar que si hi anava l'haurien mort, el març de 1820 finalment decideix llançar-se a la revolta.
Els governadors de les províncies que envoltaven Janina van rebre l'orde de preparar les seves forces i una petita flota es va enviar a la costa albanesa. Alí Paixà va respondre signant un acord amb els caps de la rebel·lió grega i va intentar promoure revoltes a les illes de la mar Egea, a Sèrbia i als principats danubians. La Porta va respondre amb la revocació del seu rang de visir i del càrrec de governador del sandjak de Janina i li va ordenar anar a viure amb la seva família a Tepelene.

## La caiguda

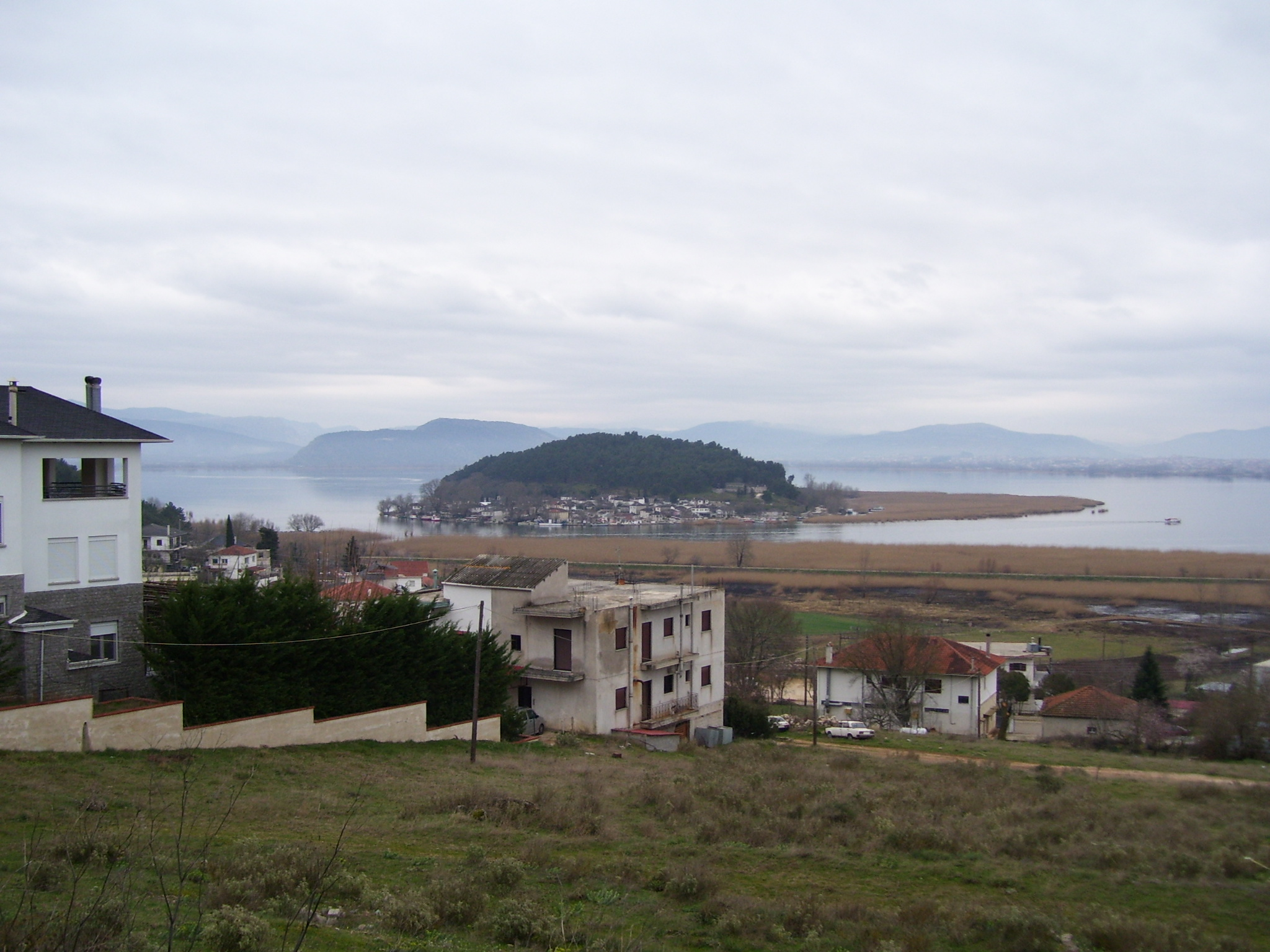
L'illa del llac de Janina, darrer refugi d'Alí Paixà.

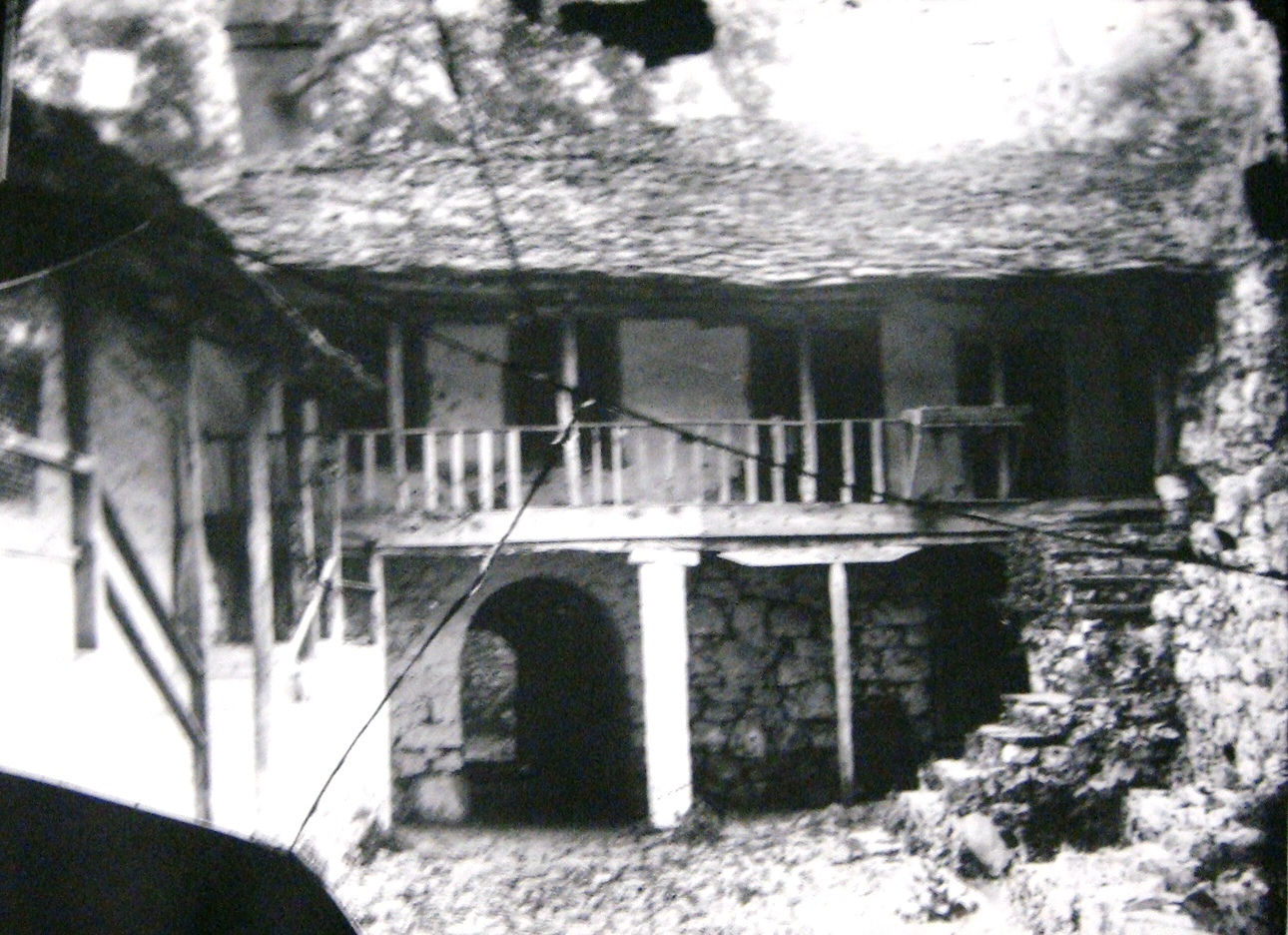
Casa on va ser assassinat Alí Paixà.

Ràpidament, les tropes otomanes van ocupar totes les possessions del rebel, excepte Janina, on la fortalesa, ben proveïda de menjar, podia resistir un setge. Els otomans van haver d'assetjar Janina. Tres dels seus fills i un net, que governaven districtes en nom del pare/avi, es van rendir. Alí va saber promoure un motí entre les forces albaneses que l'assetjaven, cosa que, unida a la revolta de grecs i dels suliotes, l'ajudà a resistir dos anys.
Finalment, el gener de 1822, fou víctima d'una conspiració com les que ell solia fer. Khurshid Paixà el convencé d'acceptar el perdó si es rendia. Alí Paixà acceptà retirar-se amb la seva família a l'illa del llac de Janina, deixant la fortalesa (i el seu tresor) custodiada per alguns fidels amb ordres de volar-la si no hi havia més remei.
El 5 de febrer acceptà de rebre a l'illa la delegació que li portava el decret del perdó. Quan entengué que en realitat es tractava d'uns sicaris, es defensà amb les seves armes fins a la mort. El seu cap fou exposat durant tres dies a Janina i després momificat i enviat a Istambul, on fou novament exposat. Tots els seus familiars, que havien estat deportats a l'Àsia Menor, també foren assassinats.

## Posteritat

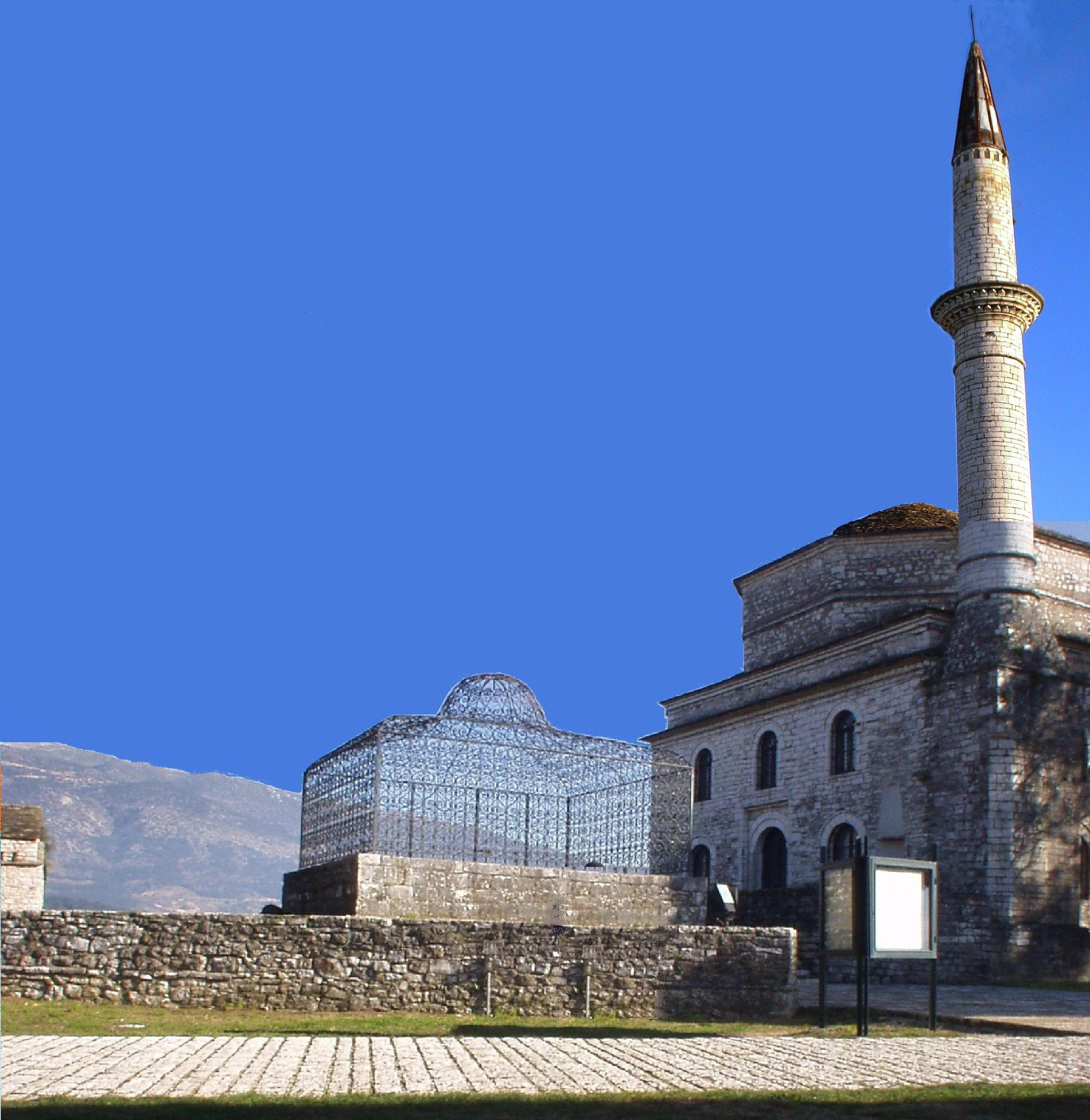
Tomba d'Alí Paixà davant la mesquita Fatih, a Janina.

La seva biografia se'ns mostra envoltada de moltes llegendes, que ell mateix fou el primer interessat a difondre, i fins i tot a inventar, a fi de fer créixer el terror que inspirava en els seus adversaris. Les aventures que va explicar al Cònsol de França a les Illes Jòniques, Julien Bessières, van ser tot seguit reinterpretades i amplificades per Alexandre Dumas (pare) a la seva sèrie de novel·les Les Crimes célèbres, i fins i tot el personatge apareix novel·lat a El comte de Montecristo. El final del paixà de Ioànnina és un dels elements principals que permeten al comte de Montecristo prendre's la revenja de Fernand Mondego, esdevingut comte de Morcerf: com que Fernand havia estat al servei d'Alí Paixà, i com que havia contribuït a la seva caiguda tot fent creure que havia intentat salvar-lo, Montecristo presentà el testimoni d'Haydée, la filla del paixà, a qui tenia sota la seva protecció, per fer-lo quedar malament davant la Cambra dels pars.